# Ульяновское (Чечня)
Улья́новское (чечен. Ульяновски)— село в Наурском районе Чеченской Республики. Село образует Ульяновское сельское поселение.

## География
Расположено севернее реки Терек, на востоке от районного центра станицы Наурской.
Ближайшие населённые пункты: на востоке — село Фрунзенское, на северо-западе — хутор Мирный, на юго-востоке — село Юбилейное, на западе — станица Савельевская, на юге — село Новотерское, на юго-западе — станица Калиновская.

## Население
| 1990  | 2002  | 2010  | 2012  | 2013  | 2014  | 2015  |
| ----- | ----- | ----- | ----- | ----- | ----- | ----- |
| 989   | ↗996  | ↗1087 | ↗1121 | ↗1131 | ↗1151 | ↗1171 |
| 2016  | 2017  | 2018  | 2019  | 2020  | 2021  | 2023  |
| ↗1197 | ↗1205 | ↗1212 | ↗1229 | ↗1232 | ↘1050 | ↗1089 |
| 2024  |       |       |       |       |       |       |
| ↗1094 |       |       |       |       |       |       |

На 1 января 1990 года в селе Ульяновском (которое на тот момент находилось в составе Новотерского сельсовета, куда также входили село Новотерское и железнодорожная будка) было 989 человек наличного населения. По данным переписи 2002 года, в селе проживало 996 человек (489 мужчин и 507 женщин), 98 % населения составляли чеченцы.

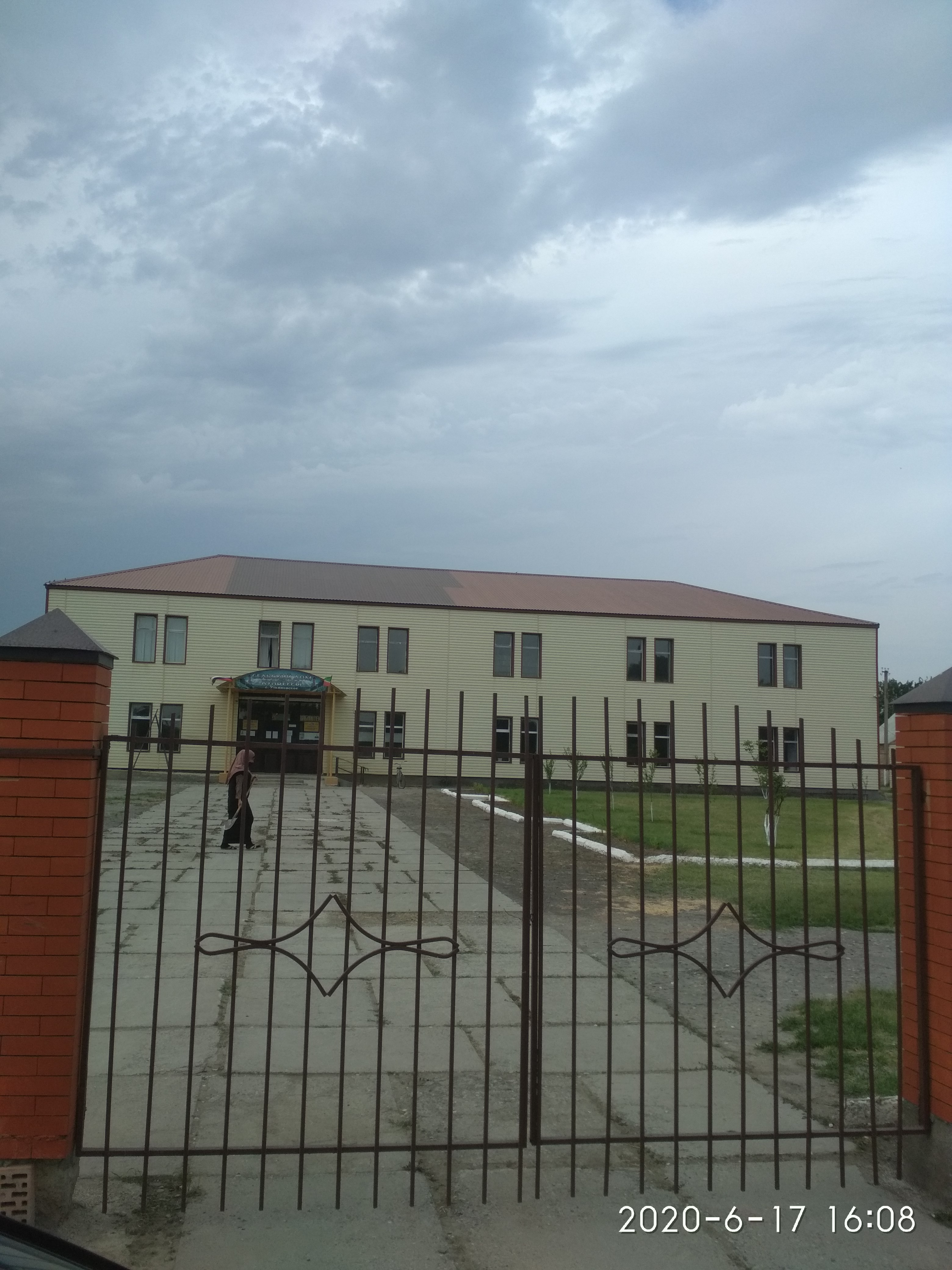
Дом культуры села Ульяновское

Национальный состав населения станицы по данным Всероссийской переписи населения 2010 года:
| Народ      | Численность, чел. | Доля от всего населения, % |
| ---------- | ----------------- | -------------------------- |
| чеченцы    | 1 064             | 97,88 %                    |
| русские    | 10                | 0,92 %                     |
| другие     | 3                 | 0,28 %                     |
| не указали | 10                | 0,92 %                     |
| всего      | 1 087             | 100,00 %                   |